# Криничное (Волынская область)
Криничное (укр. Криничне) — село в Колковской поселковой общине Луцкого района Волынской области Украины.
До 2020 года входило в Маневичский район.
Код КОАТУУ — 0723688702. Население по переписи 2001 года составляет 515 человек, по оценке 2017 года 467 человек. Почтовый индекс — 44672. Телефонный код — 3376. Занимает площадь 15,27 км².